# Dan Dastier
Dan Dastier est le nom de plume et le pseudonyme collectif de Yves Chantepie seul ou/et avec Daniel Bertolino, auteurs de romans policiers, d'espionnage et d'anticipation. Ils utilisent également les pseudonymes collectif Marc Bréhal et Daniel Yves Chanbert.

## Les auteurs
Yves Chantepie (1940- ...) est le pivot de ce duo d'auteurs. Il écrit de 1970 à 1980 onze romans policiers publiés dans la collection Spécial Police. À la même période, il crée le personnage de Frank Warden, agent de la CIA pour une longue série de quarante-trois romans d'espionnage qui se termine en 1982. Enfin, de 1972 à 1987, il écrit trente-quatre romans d'anticipation publiés dans la collection Fleuve Noir Anticipation.

## Œuvre

### Romans signés Dan Dastier

#### Romans policiers
Tous publiés dans la collection Spécial Police des éditions Fleuve noir :
- Naufrages, no 786 (1970)
- La Faim de loup, no 847 (1971)
- Dangereuse Héroïne, no 902 (1971)
- Sortilèges, no 940 (1972)
- Dédouanage par le vide, no 969 (1972)
- Le Crépuscule des mercenaires, no 990 (1972)
- Le Diamant du Rio Verde, no 1019 (1973)
- Colère au poing, no 1047 (1973), réédition no 1716 (1982)  (ISBN 2-265-01926-7)
- Carnaval pour un tueur, no 1077 (1973)
- Même le plus doux des moutons, no 1099 (1974)
- Le Dossier rouge, no 1600 (1980)  (ISBN 2-265-01449-4)

#### Romans d'espionnage
Tous publiés dans la collection Espionnage des éditions Fleuve noir :

##### SérieFrank Warden
- Bactéries pour un royaume, no 805 (1970)
- Parasites sur les Andes, no 865 (1971)
- Radars en péril, no 895 (1971)
- Croix noires sous la mer, no 961 (1972)
- Trahison en différé, no 982 (1972)
- Révoltes sur commande, no 998 (1972)
- Les Tabous du Kivu, no 1010 (1973)
- Caraïbes-poker, no 1031 (1973)
- Coup de main à la kurde, no 1047 (1973)
- Noël rouge, no 1081 (1973)
- Chypre... Accords perdus !, no 1087 (1974)
- Cent Lingots pour une guérilla, no 1099 (1974)
- Transfuge-Party..., no 1112 (1974)
- Opération Cariatides, no 1128 (1974)
- Orages sur Bangkok, no 1143 (1974)
- La Blonde d'Istanbul, no 1175
- Coup de soleil pour Frank Warden, no 1190 (1975)
- Un château en Espagne, no 1227 (1975)
- Un missile pour Warden, no 1240 (1976)
- Warden fait le mur, no 1262 (1976)  (ISBN 2-265-00044-2)
- Warden présente la note, no 1287 (1976)  (ISBN 2-265-00156-2)
- Les Chinoiseries de Frank Warden, no 1305 (1976)  (ISBN 2-265-00211-9)
- Frank Warden et les Trois Grâces, no 1327 (1977)  (ISBN 2-265-00298-4)
- La Grande Colère de Warden, no 1334 (1977)  (ISBN 2-265-00338-7)
- Cocktail cubain, no 1367 (1977)  (ISBN 2-265-00463-4)
- Warden tue le médiateur, no 1378 (1977)  (ISBN 2-265-00517-7)
- Nuits rouges sur le Bosphore, no 1403 (1978)  (ISBN 2-265-00611-4)
- Warden sauve le plan, no 1415 (1978)  (ISBN 2-265-00670-X)
- Vol 315, no 1423 (1978)  (ISBN 2-265-00699-8)
- Opération Barracuda, no 1445 (1978)  (ISBN 2-265-00801-X)
- Warden et l'Alliance brisée, no 1457 (1979)  (ISBN 2-265-00859-1)
- Croisière pour un otage, no 1484 (1979)  (ISBN 2-265-01020-0)
- Agent V.T., no 1496 (1979)  (ISBN 2-265-01100-2),  réédition Édito-service, coll. « Classiques de l'espionnage » (1979)  (ISBN 2-8302-0135-3)
- Dossier Warden, no 1501 (1979)  (ISBN 2-265-01121-5)
- Opération Portes ouvertes, no 1529 (1980)  (ISBN 2-265-01263-7)
- L'Homme de Tinggi, no 1542 (1980)  (ISBN 2-265-01343-9)
- La Danse aveugle de Warden, no 1556 (1980)  (ISBN 2-265-01443-5)
- Warden et la Peau de l'ours..., no 1562 (1980)  (ISBN 2-265-01471-0)
- Pas de moisson à Guantanamo... M. Warden, no 1581 (1981)  (ISBN 2-265-01590-3)
- Warden-party, no 1587 (1981)  (ISBN 2-265-01635-7)
- Warden et la Ligne morte, no 1591 (1981)  (ISBN 2-265-01644-6)
- Le Rendez-vous d'Acapulco, no 1614 (1981)  (ISBN 2-265-01771-X)
- Warden chasse la taupe, no 1666 (1982)  (ISBN 2-265-02037-0)

#### Romans d'anticipation
Tous publiés dans la collection Fleuve Noir Anticipation :
- Les Déracinés d'Humania, no 493 (1972), réédition Fleuve noir, coll. « Super Luxe » no 139, réédition Fleuve noir, coll. « Super Luxe » no 493 (1983)
- Les Secrets d'Hypnoz, no 533 (1972)
- Messies pour l'avenir, no 558
- Les Replis du temps, no 570 (1973)
- La Planète aux diamants, no 584 (1973)
- Les Immortels de Céphalia, no 607 (1974)
- Les Mutants de Pshuuria, no 620 (1974)
- Les Portes du monde Alpha, no 658 (1974), réédition Fleuve noir, coll. « Maîtres français de la SF » no 11 (1989)  (ISBN 2-265-04047-9)
- Zarnia, dimension folie, no 697 (1975), réédition Fleuve noir, coll. « Maîtres français de la SF » no 23 (1990)  (ISBN 2-265-04275-7)
- Le Feu de Klo-Ora, no 735 (1976)  (ISBN 2-265-00105-8)
- Au-delà des trouées noires, no 805 (1977)  (ISBN 2-265-00445-6)
- Les Maîtres de Gorka, no 826 (1977)  (ISBN 2-265-00534-7)
- Les Vengeurs de Zylea, no 839 (1978)  (ISBN 2-265-00598-3)
- La Louve de Thar-Gha, no 863 (1978)  (ISBN 2-265-00713-7)
- Obsession terzium 13, no 879 (1978)  (ISBN 2-265-00789-7)
- Les Séquestrés de Kappa, no 884 (1978)  (ISBN 2-265-00814-1)
- Le Soleil des Arians, no 891 (1978)  (ISBN 2-265-00841-9)
- Les androïdes meurent aussi, no 909 (1979)  (ISBN 2-265-00938-5)
- Le Talef d'Alkoria, no 919 (1979)  (ISBN 2-265-01008-1)
- Naïa de Zomkaa, no 943 (1979)  (ISBN 2-265-01112-6)
- Et les hommes voulurent mourir, no 955 (1979)  (ISBN 2-265-01158-4)
- Une autre éternité, no 963 (1979)  (ISBN 2-265-01183-5)
- Les Sphères de Penta, no 985 (1980)  (ISBN 2-265-01275-0)
- Les Intemporels, no 996 (1980)  (ISBN 2-265-01317-X)
- Stade zéro, no 1017 (1980)  (ISBN 2-265-01401-X)
- La Métamorphose des Shaftes, no 1046 (1980)  (ISBN 2-265-01548-2)
- Les Dieux maudits d'Alphéa, no 1073 (1981)  (ISBN 2-265-01656-X)
- L'Enfant de Xéna, no 1096 (1981°  (ISBN 2-265-01756-6)
- Le Règne d'Astakla, no 1110 (1981)  (ISBN 2-265-01811-2)
- Le Secret d'Irgoun, no 1134 (1982)  (ISBN 2-265-01911-9)
- L'Ère des Bionites, no 1145 (1982)  (ISBN 2-265-01955-0)
- Les Héritiers d'Antinéa, no 1189 (1982)  (ISBN 2-265-02129-6)
- Shan-Aya, no 1240 (1983)  (ISBN 2-265-02338-8)
- Le Sixième Symbiote, no 1559 (1987)  (ISBN 2-265-03632-3)

### signés Daniel Yves Chanbert
- Les Sirènes de Lusinia, Éditions Albin Michel, coll. « science-fiction » 2e série no 28 (1974)  (ISBN 2-226-00064-X)
- Les Autos de l'apocalypse, Éditions Albin Michel, coll. « science-fiction » 2e série  (1975)  (ISBN 2-226-00263-4)

### Signés Marc Bréhal  (Editions Fleuve Noir Collection Espiomatic)
- Cache cash pour Kergan (1977)
- Kergan tue Kergan (1976)
- Opération Chaos (1976)
- Dossier Europe (1976)
- Avec le bonjour d'Alex ̣(1975)
- Passage en trombes (1975)
- Kergan ne s'endort pas (1975)
- La Jument d'or (1975)
- Régime sensuel (1975)
- Feux de Bengale (1975)
- Coup de gong (1975)
- Le Démon de Hong Kong (1974)
- Ondes de choc (1974)

## Sources
: document utilisé comme source pour la rédaction de cet article.
- Claude Mesplède (dir.), Dictionnaire des littératures policières, vol. 1 : A - I, Nantes, Joseph K, coll. « Temps noir », 2007, 1054 p. (ISBN 978-2-910-68644-4, OCLC 315873251), p. 540